# Contrada del Verzaro
La Contrada del Verzaro è stata una contrada di Milano appartenente al sestiere di Porta Orientale.

## Confini
I confini della contrada correvano lungo i confini meridionali di piazza del Duomo all'altezza di via Rastrelli e via Arcivescovado, per poi scendere verso la Cerchia dei Navigli, dove confinava son il sestiere di Porta Romana, per poi proseguire lungo la Cerchia fino a Porta Tosa e correre lungo il Verziere (da cui il nome della contrada), via Cavallotti, piazza Beccaria, via Alciato, piazza Fontana e via Arcivescovado.

## Luoghi di culto

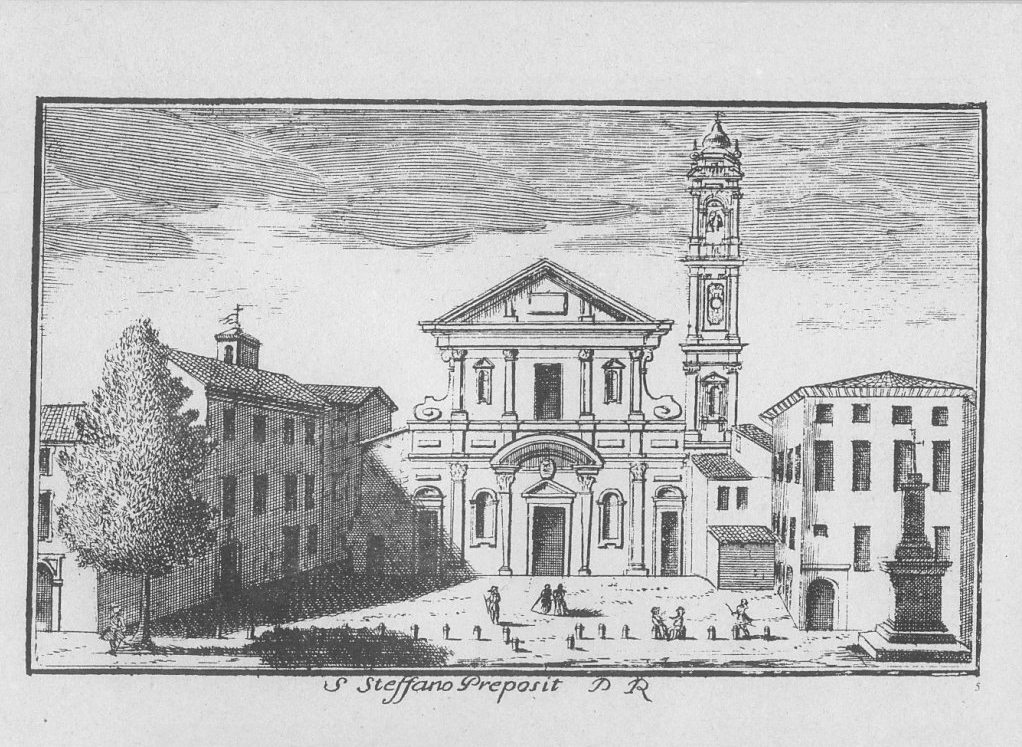
Piazza Santo Stefano, con l'omonima basilica, nel 1745

Tra le chiese, facevano parte della contrada la basilica di Santo Stefano Maggiore e la chiesa di San Gottardo in Corte. Altri nomi della basilica sono Santo Stefano in Brolo (dal nome del Broletto Vecchio) e Santo Stefano alla Porta (che richiama la pusterla di Santo Stefano, porta cittadina secondaria, che sorgeva un tempo nei suoi pressi). 

## Storia

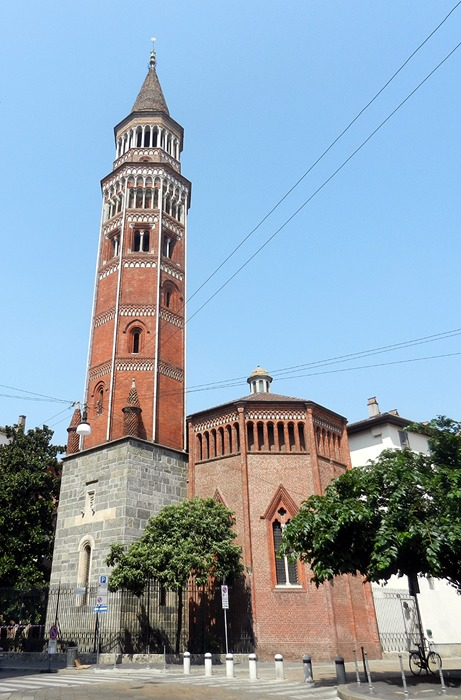
La chiesa di San Gottardo in Corte

Tra gli edifici di rilievo compresi all'interno dei confini della contrada è da menzionare Palazzo Reale e, prima di esso, il Broletto Vecchio, detto anche Brolo dell'Arcivescovo e Brolo di Sant'Ambrogio, edificio preesistente che sorgeva sulla sua stessa area e che è stato demolito per poter permettere la costruzione del futuro Palazzo Reale. 
Il Palazzo del Broletto Vecchio fu la prima sede del governo della città di cui si abbia notizia documentata: espletò questa funzione durante il periodo dei comuni nel basso medioevo. Terminò questa funzione nel 1251 quando la sede municipale venne trasferita presso il Palazzo della Ragione, che è anche infatti conosciuto come Broletto Nuovo.
Tra le architetture, è degna di nota anche Porta Tosa, una delle quattro porte succursali di Milano, ricavata lungo le mura spagnole, che aveva la funzione di succursale della Porta Orientale. Tra i quartieri, degno di citazione è il già citato Verziere, che deve il suo nome al fatto che fosse il luogo dove anticamente si teneva il mercato delle frutta e verdura di Milano. Di importanza storica è anche via delle Ore, dove è stato installato, nel 1335, sul campanile della già citata chiesa di San Gottardo in Corte, il primo orologio della città che suonava le ore, oltre che indicarle, da cui il nome della via.
La contrada ospitava il mercato orto frutticolo più importante di Milano, ovvero il già citato Verziere, che ha dato il nome alla contrada e che è situato in corrispondenza del moderno largo Augusto. In particolare, il mercato si estendeva presso la Porta del Verziere (altro nome della già citata pusterla di Santo Stefano), sull'attuale piazza Fontana, nelle vicinanze del Duomo presso l'Arcivescovado. 

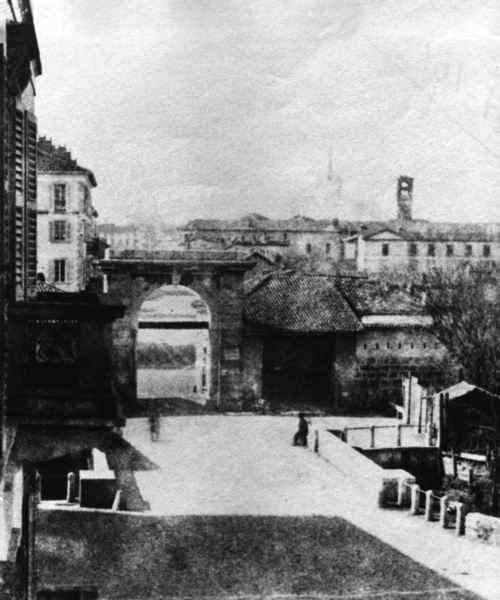
Porta Tosa ancora inserita nella mura spagnole

Nell'area fu poi innalzato un monumento votivo, noto oggi come Colonna del Verziere, sulla cui sommità fu collocata una statua del Cristo Redentore. Lo storico mercato ortofrutticolo milanese fu poi spostato, nel 1911, lungo corso XXII Marzo.
Tra le strade degne di menzione che appartenevano alla contrada, ci furono via delle Ore, via Tenaglia, via della Signora (tutti toponimi giunti sino a noi) e, tra le strade scomparse, via della Stuva e via del Zanzuino. In particolare il nome "via Tenaglia" potrebbe derivare dalle mura romane di Milano, in particolare il tratto massiminianeo, che sorgevano poco lontano (le mura di quell'epoca avevano spesso rientranze "a tenaglia"), oppure potrebbe richiamare la storica presenza, nei suoi pressi, di fabbri, fabbricanti di coltelli e arrotini.
Il sopracitato appellativo aggiuntivo ad Rotam legato al nome della basilica di Santo Stefano Maggiore è invece legato all'effige, probabilmente a forma di ruota, che è scolpita su un'antica pietra che si trova nella chiesa: un tempo era nell'atrio, poi è stata incorporata nell'ultimo pilastro in cornu Epistulae (in italiano, "al lato dell'epistola", ovvero sulla destra guardando l'altare maggiore). Le origini di questa pietra sono sconosciute: forse è di epoca romana (risalente al regno di Valentiniano II) oppure longobarda (legata all'epoca della regina Teodolinda).  
L'etimologia del nome della via della Signora non è legata, come si potrebbe pensare, a "signora", con un richiamo alla Signora di Monza o di altre religiose di alto lignaggio (nei suoi pressi sorgeva infatti un cenobio per vergini: forse la leggenda popolare è nata dalla vicinanza di questa struttura religiosa). Il termine "signora" nel nome della via sarebbe una storpiatura di signuola, ovvero "piccola insegna" (nel senso letterale di "segno": nella fattispecie, per "segno" si intende la ruota scolpita sulla citata pietra conservata all'interno della basilica di Santo Stefano Maggiore, che si trova poco lontano). Altro toponimo degno di nota è quello di via Zanzuino: dovrebbe derivare dal vocabolo dialettale milanese sensuìn, ovvero "giuggiolo".